# Port Charlotte, Florida
Port Charlotte är en ort (CDP) i Charlotte County, i delstaten Florida, USA. Enligt United States Census Bureau har orten en folkmängd på 54 392 invånare (2010) och en landarea på 73,6 km².